# Campos Grand Prix

Logo des Teams

Variante des Logos

Campos Grand Prix, bis 2007 Campos Racing, ist ein spanisches Motorsportteam, das aktuell in der spanischen Formel 3 fährt. Gründer des Teams ist der frühere Formel-1-Rennfahrer Adrián Campos. Von 2005 bis 2008 war das Team in der GP2-Serie aktiv. In der Saison 2008 fuhr das Team in der GP2-Serie unter dem Namen Barwa International Campos Team. Nachdem sich Adrián Campos Ende 2008 aus dem GP2-Team zurückgezogen hatte, wurde es zur GP2-Serie 2009 von Alejandro Agag übernommen und in Barwa Addax umbenannt. Für die Saison 2010 war ein Engagement in der Formel 1 vorgesehen. Campos erhielt im Juni 2009 einen festen Startplatz, der Aufbau des Teams stockte aber frühzeitig infolge finanzieller Probleme. Seit Anfang 2010 war der spanische Industrielle José Ramón Carabante Besitzer dieses Teams, der es zusammen mit Colin Kolles führte und unter dem Namen Hispania Racing F1 Team 2010 an den Start brachte.

## World Series by Nissan
1998 gründete Adrián Campos das Team unter dem Namen Adrián Campos Motorsport, um Nachwuchsfahrer zu fördern. 2005 wurde das Team in Campos Racing umbenannt, seit 2007 trägt es den aktuellen Namen Campos Grand Prix. Von 1998 bis 2003 trat das Team in der Euro Open by Nissan an. Gleich im ersten Jahr des Bestehens dieser Serie, entschied das Team mit seinem Fahrer Marc Gené sowohl die Fahrerwertung als auch die Teamwertung für sich. Der zweite Fahrer, Antonio García, wurde Fünfter in der Fahrerwertung. Im folgenden Jahr fuhr neben García der spätere Formel-1-Weltmeister Fernando Alonso für Campos. Alonso gewann sechs Rennen und den Titel der Euro Open by Nissan. Das Team verteidigte seinen Titel in der Teamwertung, Garcia wurde erneut Fünfter.
Auch im Jahr 2000 kam mit Antonio García der Sieger der in Open Telefónica by Nissan umbenannten Serie aus dem Team Campos. Zum dritten Mal in Folge wurde zudem die Teamwertung gewonnen. Der zweite Fahrer, Patrice Gay, wurde Fünfter. 2001 trat das Team mit drei Fahrzeugen an. Nachdem García in die Formel 3000 aufgerückt war, wurden die Cockpits an junge Fahrer vergeben: Rafael Sarandeses, Mateo Bobbi und Borja García. In dieser Saison reichte es nur für den dritten Platz der Teamwertung.
2002 stieß Antonio García wieder zum Team. Neben ihm startete Polo Villaamil in der in World Series by Nissan umbenannten Serie. Das Team wurde in der Gesamtwertung Fünfter. Diesen Platz belegte Garciá auch in der Fahrerwertung, Villaamil wurde Zehnter. 2003 trat das Team in der World Series by Nissan zunächst mit Marc Gené und Santiago Porteiro an. Gené konnte das Rennen in Zolder gewinnen, wechselte aber zur Saisonmitte als Testfahrer zu Williams-BMW. Er wurde durch Jose Aicart und später Antonio García ersetzt, die aber nicht an seine Erfolge anknüpfen konnte. Das Team belegt deshalb nur den achten Platz der Teamwertung.

## Formel 3
Nach dem schlechten Jahr in der World Series entschied sich das Team, 2004 nur in der spanischen Formel 3 anzutreten. Campos Grand Prix ist bis heute in dieser Rennserie engagiert. 2005 und 2007 wurde das Team Vizemeister in der Teamwertung, 2006 stellte es mit Roldán Rodríguez den Vizemeister der Fahrerwertung. 2007 wurde der Campos-Fahrer Nicolas Prost Dritter der Fahrerwertung. 2008 gelangt schließlich der Doppelerfolg mit einem Sieg in der Gesamtwertung und dem Gewinn der Fahrerwertung durch Germán Sánchez. Mit der Schweizerin Natacha Gachnang gehörte auch die Drittplatzierte der Saison 2008 zum Team Campos.

## GP2-Serie
2005 wurde mit der GP2-Serie eine neue Rennserie als Nachfolger der eingestellten Formel 3000 gestartet, die über der World Series angesiedelt ist und als unmittelbare Nachwuchsserie für die Formel 1 konzipiert ist. Das Team entschloss sich zur Teilnahme an dieser Rennserie und wurde in Campos Racing umbenannt. In der Saison 2005 trat Campos mit den Fahrern Juan Cruz Álvarez und Sergio Hernández an, wurde in der Teamwertung aber nur Zwölfter und Letzter.
Für die Saison 2006 erhoffte sich das Team eine deutliche Steigerung mit Adrián Vallés als neuem Fahrer. Vallés war 2005 Vizemeister der Formel Renault 3.5. Das zweite Cockpit erhielt Félix Porteiro, der 2005 Fünfter in der World Series war. Beide Fahrer enttäuschten jedoch, beste Platzierung war ein Podiumsplatz von Vallés beim Rennen in Valencia. Am Saisonende belegte das Team den zwölften Platz.
Erst die Saison 2007 brachte den erhofften Erfolg in der GP2-Serie. Mit dem Formel-1-Fahrer Giorgio Pantano und Witali Petrow konnte das in Campos Grand Prix umbenannte Team drei Siege, darunter einen Doppelsieg beim Rennen in Valencia und drei weitere Podiumsplätze feiern. In der Gesamtwertung belegte Campos den dritten Platz.
2008 trat Campos Grand Prix zunächst mit Petrow und dem britischen Nachwuchs-Fahrer Ben Hanley in der GP2-Serie an. Kurz vor dem vierten Rennwochenende in Magny-Cours wurde Hanley jedoch durch den Brasilianer Lucas di Grassi ersetzt. Dieser konnte die in ihn gesetzten Erwartungen mit drei Siegen und drei zweiten Plätzen vollauf erfüllen, so dass trotz des verspäteten Saisoneinstiegs noch ein dritter Platz in der Fahrerwertung heraussprang. Zusammen mit den Leistungen von Petrow, der einen Sieg und zwei Podiumsplatzierungen herausfuhr, reichte es in der Teamwertung für den ersten Platz.
In der GP2-Asia-Serie belegte das Team in der ersten Saison 2008 den dritten Gesamtrang. In der Saison 2008/2009 war Campos mit Witali Petrow und Sergio Pérez vertreten.

## Formel 1
Im Mai 2009 hat sich Campos Grand Prix für die Formel 1 zur Saison 2010 eingeschrieben, wofür es durch die FIA am 12. Juni 2009 auch eine Zusage bekam. Im Oktober 2009 trat Campos der Formel-1-Teamvereinigung FOTA bei. Mit der Entwicklung des Chassis wurde der italienische Konstrukteur Dallara beauftragt, der bereits von 1988 bis 1992 Rennwagen für das Formel-1-Team BMS Scuderia Italia hergestellt hatte. Als Motorenlieferant war der britische Hersteller Cosworth vorgesehen.
Nachdem es Anfang 2010 zu Geldproblemen gekommen war, übernahm Mitte Februar Jose Ramon Carabante das Team und sicherte somit dessen Fortbestand für 2010. Colin Kolles wurde neuer Teamchef. Das Team trat in der Formel-1-Saison 2010 unter dem Namen Hispania Racing F1 Team an. Als Fahrer wurden Bruno Senna und Karun Chandhok verpflichtet.